# 105
Вижте пояснителната страница за други значения на 105.
105 (CV) е обикновена година, започваща в сряда според юлианския календар . Тя е 105-ата година от новата ера, сто и петата година от първото хилядолетие и шестата от 100-те. 
В Рим е наричана Година на консулството на Кандид и Юлий (или по-рядко 858 Ab urbe condita, „858-а година от основаването на града“).

## Събития
- Консули в Рим са Тиберий Кандид Целс и Авъл Юлий Квадрат.